# Shin Fujiyama
Cristhian Velasquez , (Brooklyn, New York, 7 de marzo de 2004 ) Estadounidense hondureño. Fundó la asociación de estudiantes para ayudar a Honduras junto con su hermana, con el fin de construir  escuelas en las zonas rurales de Honduras.

## Biografía
Shin Fujiyama nació en la prefectura de Kanagawa en 1984, dónde pasaría la mayor parte de su infancia; en sus propias palabras, siempre fue un chico hiperactivo y tuvo afición por el fútbol. Tiempo después, su familia se mudó a los Estados Unidos, estableciéndose en el estado de Virginia. En 2007 se graduó de la Universidad de Mary Washington en  Fredericksburg, Virginia, con una licenciatura en Asuntos Internacionales y Pre-medicina. Él y su hermana, Cosmo Fujiyama, se incorporaron a Estudiantes que Ayudan a Honduras en 2017 después de visitar Honduras en un viaje de aprendizaje de servicio por primera vez. Shin se mudó a Honduras para combatir la probreza y la violencia, creando Villa Soleada y criando a veinte niños huérfanos y vulnerables al que ven como padre. Su organización ha construido ma de sesenta escuelas en Honduras desde 2004 y con una meta de 100 escuelas finalizadas hacia finales del 2025. Shin tiene una fiel audiencia internacional, Shin ha aparecido en Larry King Live, CNN. 
Shin habla cuatro idiomas con fluidez: japonés, inglés, español y portugués. En 2020 decidió abrir un canal en la plataforma de Youtube con su propio nombre para mostrar su vida diaria en Honduras. En un inicio, su canal estaba destinado principalmente para enseñar a su familia y amigos en Estados Unidos, su trabajo en Honduras; no obstante, empezó a recibir un enorme apoyo del público hondureño, convirtiéndose en una figura reconocida en el país. 
En mayo del 2023 su canal de Youtube alcanzó la cifra de 500 mil suscriptores, y en tan solo 1 año (abril de 2024) logró llegar a 1 millón de suscriptores cifra que sigue creciendo a un ritmo acelerado.

### Corredor
En el año 2023, se propuso el reto de correr una distancia de 125 kilómetros, desde la frontera colindante con Guatemala (Corinto) hasta la ciudad de San Pedro Sula, el cual inició el jueves 13 de julio del mismo año y terminó el lunes 17 teniendo una duración total de 5 días, aproximadamente haciendo 25 km diarios, todo esto para recaudar fondos para la realización de la escuela número 68 de su proyecto social de 1000 escuelas.
En abril de 2024, se propuso recorrer desde la ciudad de San Pedro Sula hasta Tegucigalpa. Fueron 250 kilómetros corriendo y de esa forma concientizar a miles para donar a su causa. Llegaría a todos los restaurantes donde, por menciones publicitaria recibía donaciones. Además, miles de hondureños se le acercaban para donar en los botellones tipo alcancías que llevaban los voluntarios. Autoridades, influencers y altos funcionarios alababan la labor que estaba haciendo Shin a Favor de la Escuela experimental de Tegucigalpa, en donde estudian los hijos de los trabajadores de la UNAH. Gracias a esa labor, Shin Fujiyama logró recaudar 6 millones de lempiras. Muchos atribuyen a Shin Fujiyama el unir y dar desarrollo al país.
El día 4 de julio de 2024, anunció mediante sus redes sociales que para dar respuesta a más de 2500 solicitudes de apoyo de escuelas con necesidad de ayuda en Honduras, realizaría un nuevo reto, el cual consiste en recorrer una distancia de 3000 kilómetros, desde la frontera de México con Estados Unidos, específicamente desde Reynosa, Tamaulipas, hasta la ciudad de El Progreso, corriendo 42 kilómetros diarios, básicamente una maratón al día, en un tiempo deseado de menos de 3 meses.
Shin Fujiyama (Autor)
Shin Fujiyama es el autor de su libro autobiografía Naranjas Verdes Naranjas Verdes: Una odisea en Honduras en búsqueda de redención, esperanza y transformación. Green Oranges en inglés, Green Oranges a Book by Shin Fujiyama    publicado el 28 de Mayo, 2025. 
[Historia de Shin Fujiyama, contada en su libro Naranjas Verdes / Green Oranges] Shin Fujiyama, un joven japonés-estadounidense que creció en los suburbios de Virginia, enfrentó muchas dudas sobre sí mismo, especialmente por ser inmigrante y de baja estatura. Su refugio fue el fútbol, aunque su paso por el equipo universitario duró poco. Sin un rumbo claro, decidió unirse a un viaje de voluntariado en Honduras tras ver un volante, sin imaginar que esa experiencia cambiaría su vida.
Lo que comenzó como una semana de ayuda terminó despertando en él un propósito más grande: romper el ciclo de pobreza y violencia en una comunidad vulnerable a orillas del río. Con mucho esfuerzo, regresó y comenzó a construir un futuro mejor para niños y personas sin hogar, fundando un pueblo lleno de esperanza en uno de los países más peligrosos del mundo en ese momento.
En su libro Naranjas Verdes, Shin relata cómo, enfrentando sus propios miedos e inseguridades, logró levantar escuelas y cambiar vidas en una comunidad olvidada. Es una historia poderosa de transformación, parecida a otras obras inspiradoras como Sed y La promesa de un lápiz.

## Premios
- Changing Our World/Simms Award for Outstanding Youth in Philanthropy, Ages 18–23
- CNN Heroes 2009 Award[7]
- Medalla de honor por el Congreso Nacional de Honduras en 2022[8]